# Jean-Baptiste Alaize
Jean-Baptiste Alaize, né le 10 mai 1991 à Muyinga au Burundi, est un athlète français amputé tibial spécialisé dans le sprint et la longueur. Il représente la France aux Jeux paralympiques de Rio en 2016.

## Biographie
Jean-Baptiste Alaize est né au Burundi en 1991 à la veille de la guerre civile burundaise. À l'âge de trois ans, témoin du meurtre de sa mère, il est grièvement blessé à la suite de coups de machette et laissé pour mort. Il survit miraculeusement mais doit être amputé d'une jambe. Il arrive en France le 12 juillet 1998 afin d'être appareillé et est adopté à Bonlieu-sur-Roubion. Il court avec une prothèse en carbone spécialement conçue pour la compétition handisport et a intégré l'INSEP en 2010.
Jean-Baptiste Alaize est quadruple champion et recordman du monde du saut en longueur des moins de 23 ans. Il a été sélectionné pour la première fois en équipe de France Élite en janvier 2011 à l'occasion des Championnats du monde handisport de Christchurch (Nouvelle-Zélande) où il a pris la sixième place au saut en longueur et la huitième sur 200m.
Jean-Baptiste fait partie du collectif des Champions de la Paix de Peace and Sport, un groupe de plus de 100 sportifs de haut niveau engagés personnellement en faveur du mouvement de la paix par le sport. Parrain des Jeux de l’Amitié 2017, il est retourné dans son pays d’origine, le Burundi.[réf. nécessaire]
Non sélectionné par la France aux Jeux Paralympiques de Tokyo 2021, il décide dans la foulée de ne plus représenter la France et concourra désormais pour le Burundi, son pays natal.[réf. nécessaire]
Il vit actuellement à Miami.[réf. nécessaire]

## Records personnels
- 60 m : 7 s 60 (record établi le 25 février 2012)
- 100 m : 11 s 80 (record établi le 29 juillet 2011)
- 200 m : 24 s 28 (record établi le 22 juin 2012)
- Saut en longueur : 7,20 m (record établi le 25 août 2018)

## Palmarès

### Championnats du monde des moins de 23 ans

#### Saut en longueur
- champion du monde jeunes en 2007
- champion et recordman du monde jeunes en 2008
- champion et recordman du monde jeunes en 2009[6]
- champion et recordman du monde jeunes en 2010

#### 100 m
- troisième en 2008
- second en 2009
- troisième en 2010

#### 200 m
- troisième en 2008
- second en 2009
- second en 2010

### Championnats d'Europe

#### Saut en longueur
- troisième en 2018

## Autres activités

### Filmographie
- 2018 : Tout le monde debout de Franck Dubosc : Simon
- 2020 : Comme des phénix : L'esprit paralympique de Ian Bonhôte et Peter Ettedgui : lui-même (documentaire)